# Rincodemins
Els rincodemins (Rhynchodeminae) constitueixen una subfamília de planàries terrestres.

## Classificació
Es coneixen 44 gèneres de rincodemins repartits en 6 tribus:
- Tribu Anzoplanini
  - Anzoplana
  - Marionfyfea[2]
- Tribu Argaplanini[2]
  - Argaplana
- Tribu Caenoplanini
  - Arthurdendyus
  - Artiosposthia
  - Australopacifica
  - Australoplana
  - Caenoplana
  - Coleocephalus
  - Endeavouria
  - Fletchamia
  - Kontikia
  - Lenkunya
  - Newzealandia
  - Parakontikia
  - Pimea
  - Reomkago
  - Tasmanoplana
  - Timyma
- Tribu Eudoxiatopoplanini
  - Eudoziatopoplana
- Tribu Rhynchodemini
  - Anisorhynchodemus
  - Cotyloplana
  - Digonopyla
  - Dolichoplana
  - Platydemus
  - Rhynchodemus
- Tribu Pelmatoplanini
  - Beauchampius
  - Pelmatoplana